# Mackay (Australien)
21°8′36.640″S 149°11′10.255″Ø / 21.14351111°S 149.18618194°Ø
Mackay er den 25. største by i Australien med sine 82,288 indbyggere og ligger på østkøsten af Queensland.
Mackay har kælenavnet sukkerhovedstaden fordi regionen står for mere end en trediedel af australiens sukkerproduktion.
Gennemsnitstemperaturen er suptropisk med 23 grader.